# Bittium pigrum
Bittium pigrum là một loài ốc biển, là động vật thân mềm chân bụng sống ở biển thuộc họ Cerithiidae.

## Miêu tả
Chiều dài vỏ lớn nhất được ghi lại là 9.1 mm.

## Môi trường sống
Độ sâu lớn nhất được ghi lại là 183 m. Độ sâu lớn nhất ghi nhận được là 274 m.